# Joseph E. Drexel
Joseph Eduard Drexel (* 6. Juni 1896 in München; † 13. April 1976 in Nürnberg) war ein Regimegegner während der Zeit des Nationalsozialismus und späterer Gründer der Nürnberger Nachrichten.

## Leben und Wirken

### Herkunft und Ausbildung
Joseph Eduard Drexel, Sohn des Kaufmanns Joseph Drexel und seiner Ehefrau Amalie Drexel, geborene Graf, wurde katholisch getauft und verbrachte seine Kindheit im München der Jahrhundertwende, wo er die erste Klasse der Bürgerschule besuchte. In Nürnberg, wohin sein Vater 1903 versetzt wurde, besuchte er die restlichen drei Klassen der Bürgerschule und anschließend acht Klassen des Real-Reformgymnasiums. 1914 legte Drexel in Nürnberg im heutigen Willstätter-Gymnasium die Reifeprüfung ab.

### Wehrdienst
Bei Ausbruch des Ersten Weltkriegs meldete sich Drexel am 4. August 1914 in München als Kriegsfreiwilliger zum Heeresdienst. Im November 1914 wurde er zur Fronttruppe (Flieger-Abteilung 5 b) versetzt, diente als Funker und blieb dort bis zum Januar 1917. Drexel berichtet über ein Erlebnis der Ritterlichkeit: Nach dem Absturz des berühmten Jagdfliegers Max Immelmann sei eine englische Maschine im Tiefflug über den Flugplatz geflogen und habe einen großen Blechbehälter abgeworfen. Darin habe sich ein Kranz und ein Brief befunden, dessen übersetzten Text Drexel zitiert:
„Wir sind herübergekommen, um diesen Kranz abzuwerfen als ein Zeichen der Achtung, die das Britische Flying Corps für Leutnant Immelmann empfindet. Wir betrachten es als eine Ehre, für diese besondere Aufgabe ausgewählt worden zu sein. Leutnant Immelmann war bei allen britischen Fliegern hoch geachtet. Einer wie alle stimmen darüber überein, dass er ein wirklicher Sportsmann war.“
Den Brief hätten der Flugzeugführer und sein Beobachter unterzeichnet.
Im Januar 1917 wurde Drexel als Beobachterlehrer zur Flieger-Ersatzabteilung Schleißheim versetzt. Im September 1917 versetzte man ihn als Nachrichten-Offizier zum Stab des A. O. K. II Grenzschutz Süd. Nach Kriegsende und dem Ausbruch der Revolution schied Drexel aus dem Heeresdienst aus.

### Studium und Beruf
Im Wintersemester 1918/19 begann Drexel an der Universität München ein juristisches und philosophisches Studium einschließlich Nationalökonomie (heute: Volkswirtschaftslehre). In München studierte er sechs Semester und später an der Universität Erlangen weitere sechs Semester. Tief beeindruckt war Drexel von dem Nationalökonomen Max Weber, den er im Wintersemester 1919/20 hörte.
Das Studium wurde mehrmals unterbrochen, als Drexel sich militärischen Freiwilligenverbänden anschloss, dem Kdv. Hacker, dem Freikorps Epp und der Stabskompanie der bayerischen Schützenbrigade 21. Beim Freikorps Oberland war er als Nachrichtenoffizier an der Niederschlagung der Münchner Räterepublik beteiligt.
Außerdem musste Drexel nach dem frühen Tod seines Vaters das Geld für sein Studium als Werkstudent durch eine Reihe von Nebenarbeiten bei der Presse und politischen Organisationen verdienen. Im November 1919/20 erhielt er eine Stellung als Referent bei der Zweigstelle Nürnberg des Auswärtigen Amtes (Abteilung X); später übernahm er die Stelle des Syndikus der Ortsgruppe Nürnberg des Bayerischen Industriellen-Verbandes e. V. Im November 1922 erhielt er eine Stelle in der Industrie.
Als Drexels finanzielle Reserven durch die Inflation schwanden, finanzierte ein Nürnberger Gönner, der Generaldirektor der MAN, Reichsrat Anton von Rieppel (1852–1926), den Rest des Studiums. Drexel wurde 1923 an der volkswirtschaftlichen Fakultät der Universität Erlangen mit einer Arbeit über Staatliche Organisationen zur Förderung des Außenhandels zum Dr. rer. pol. promoviert. Im selben Jahr heiratete er Elisabeth Roesch.
Danach war er zunächst als wissenschaftlicher Hilfsarbeiter in der Abteilung Außenhandel des Auswärtigen Amtes in Berlin und dann als kaufmännischer Angestellter in leitenden Stellungen in Industrie, Großhandel und im Bankfach tätig, u. a. seit 1929 bei der Nürnberger Lebensversicherungsbank (Nürnberger Versicherungen), wo er zum Prokuristen aufstieg.

### Freundschaft und politische Zusammenarbeit mit Ernst Niekisch
1923 trat Drexel in den Bund Oberland ein und war seit 1925 in der Bundesführung und als Kreisleiter von Mittelfranken tätig. Als Redner hielt der spätere NS-Gegner im April 1927 einen Vortrag über „Deutsche Raumnot“ bei der Oberland-Führertagung auf „Schloss Hoheneck“. 1925 hatte Drexel auf einer Oberlandtagung den ehemaligen Volksschullehrer und Vorsitzenden des bayerischen Zentralrats der Arbeiter- und Soldatenräte Ernst Niekisch kennengelernt. Die beiden wurden Freunde, und es kam zu einer politischen Zusammenarbeit, u. a. an der von Niekisch und A. Paul Weber herausgegebenen Zeitschrift Widerstand. Zeitschrift für nationalrevolutionäre Politik, die den Nationalsozialismus vor und während des Dritten Reiches scharf kritisierte, von 1926 bis zu deren Verbot im Dezember 1934, sowie an der Wochenschrift Entscheidung. Die Wochenzeitung für nationalrevolutionäre Politik, die ebenfalls im Widerstands-Verlag erschien.
Der Widerstandskreis um Ernst Niekisch hatte seinen Schwerpunkt in der Nürnberger Gruppe um Drexel und den Regierungsrat im Zolldienst Karl Tröger. Diese Gruppe arbeitete nach 1933 im Untergrund weiter. Als Leiter der Widerstandsbewegung Bayern gab Drexel 1935 illegal einen Informationsdienst heraus.

### In Untersuchungshaft und Konzentrationslagern
Nachdem ein Spitzel die Gruppe verraten hatte, wurde Drexel im März 1937 wenige Tage nach seiner Rückkehr aus einem Skiurlaub im Morgengrauen von der Gestapo verhaftet und an deren Leitstelle überstellt. Einige Stunden später wurden auch seine Frau und seine damaligen Sekretärinnen und andere Mitarbeiter und Freunde verhaftet. Es folgten über hundert weitere Verhaftungen Verdächtiger in ganz Deutschland. Drexel saß sieben Monate in der Nürnberger Deutschhauskaserne in Untersuchungshaft. In seiner Zelle hatte Julius Streicher an alle vier Wände in Frakturschrift den Spruch malen lassen: „Ich bin ein ganz gemeines Schwein, drum sperrt man mich mit Recht auch ein.“
Im Oktober 1937 wurde Drexel nach Berlin-Moabit überführt, wo er weitere sechzehn Monate in Untersuchungshaft saß. Im Januar 1939 wurde Drexel vor dem Volksgerichtshof vor dem I. Senat unter dem berüchtigten Präsidenten Otto Georg Thierack gemeinsam mit Niekisch und Tröger wegen der Vorbereitung zum Hochverrat und der verbotenen Neubildung von Parteien angeklagt. Während des Prozesses, von dem die Öffentlichkeit ausgeschlossen war, dem aber der Gauleiter Julius Streicher beiwohnte, erschien Admiral Wilhelm Canaris in Begleitung seines Adjutanten Rudolf Graf von Marogna-Redwitz, eines Franken. Sie waren vom Gericht als Gutachter angefordert worden. Nach Meinung Drexels habe Canaris dem ihm unbekannten Drexel durch seine Aussagen das Leben gerettet. Nach sieben Tagen Verhandlung wurde Drexel wegen Vorbereitung zum Hochverrat zu drei Jahren und sechs Monaten Zuchthaus verurteilt. Nach der Urteilsverkündung sei Julius Streicher an der Anklagebank vorbeigegangen und habe zu Drexel gesagt: „Ich werde dafür sorgen, dass Sie die Sonne nicht wiedersehen.“
Seine Strafe verbüßte Drexel in der Strafanstalt Amberg. Danach wurde er sofort wieder von der Gestapo verhaftet und aus Bayern ausgewiesen. Drexel flüchtete nach Innsbruck zu dem mit ihm befreundeten Ludwig von Ficker, dem Herausgeber der Zeitschrift Der Brenner. Von dort wurde Drexel nach Stuttgart ausgewiesen, wo er unter erschwerten Auflagen unter Beobachtung der Gestapo stand. Nach dem Attentat vom 20. Juli 1944 wurde Drexel wieder verhaftet. Man brachte ihn nach Nürnberg und schließlich mit dem Vermerk „RU“ (Rückkehr unerwünscht) in das Konzentrationslager Mauthausen bei Linz und später von dort in das Konzentrationslager Flossenbürg. Zur Jahreswende 1944/45 wurde Drexel auf Intervention des damaligen Nürnberger Polizeipräsidenten Benno Martin unter Auflagen nach Nürnberg entlassen.
Über sein Martyrium und das vieler anderer im KZ Mauthausen schrieb Drexel im Frühsommer 1945 einen Bericht. Er erschien erst 1961 zum 65. Geburtstag Drexels, aber nur als Privatdruck in kleiner Auflage als Geschenk des Druckhauses Nürnberg unter dem – den wahren Sachverhalt verschleiernden – Titel: Die Reise nach Mauthausen. Erst nach Drexels Tod veröffentlichte Wilhelm Raimund Beyer 1978 den Bericht unter dem Titel: Rückkehr unerwünscht. Joseph Drexels „Reise nach Mauthausen“ und der Widerstandskreis Ernst Niekisch.

### Lyriker
Während seiner Untersuchungshaft schrieb Drexel u. a. Gedichte, zum Beispiel Im Kerker, das 1946 in der Anthologie De Profundis im Münchener Desch-Verlag erschien, einer umfassenden Sammlung der Lyrik von 66 Schriftstellern, die während des Dritten Reiches nicht emigrieren konnten oder wollten. Drexel verweist selber auf seine Gedichte in „Böhms Lyrikbuch“ (Hrsg. Ferdinand Avenarius), 1952. Schließlich gab Max von Brück 1966 in Tat und Traum Drexels Gedichte und Prosa heraus.

### Gründung der Nürnberger Nachrichten
1945 erhielt Drexel von der amerikanischen Militärregierung in Bayern die Lizenz Nr. 3 für einen Zeitungsverlag und gründete die Nürnberger Nachrichten (NN), danach die Fürther Nachrichten, denen er in den folgenden Jahren weitere Tageszeitungen sowie den Olympia-Verlag angliederte. Die NN wurden mit einer Reihe von Kopfblättern die marktbeherrschende nordbayerische Zeitung.
Bekannt und erfolgreich war und ist auch Drexels Buchverlag Verlag Nürnberger Presse, der Bücher vornehmlich über Nürnberg und Franken und deren Geschichte, Kunst, Kultur, Literatur, Mundart und Wirtschaft verlegt.
Nicht alle Unternehmen Drexels waren erfolgreich. So gab Drexel mit seinem Partner Heinrich G. Merkel 1950 den Frankenspiegel. Monatsschrift für geistiges Leben in Franken heraus. 1951 war es nur noch eine Zweimonatsschrift. Dann ging diese Publikation ein.

### Politische Position
Fritz Aschka, ein Weggefährte Drexels, nahm zu dessen weltanschaulichem Standort Stellung: „Manche Nachkriegszeitgenossen hielten Drexel für einen ‚Linken‘, sie irrten sich schon dadurch, dass sie ihn einordnen wollten.“ Drexel habe sich mit seinen Widersprüchlichkeiten nicht auf eine Linie reduzieren lassen.
Drexel selber wandte sich dagegen, dass man die „Widerstandsbewegung Ernst Niekisch“ unter der Sammelbezeichnung „Nationalbolschewismus“ einstufe. Seit 1932 habe es viele verschiedene Widerstandskreise im ganzen Reich gegeben. Ihre Mitglieder hätten sich aus allen Ständen und den verschiedensten politischen Bekenntnissen zusammengesetzt. Drexel war ein Kämpfer für humanistische Ideale und gegen faschistische Willkür.
Ein Ereignis kurz vor Drexels Tod im Jahr 1976 belegt Drexels politischen Standpunkt: Der Nürnberger Stadtrat hatte einstimmig beschlossen, Drexel zu seinem 80. Geburtstag die Ehrenbürgerwürde der Stadt zu verleihen. Zugleich aber hatte die Ostberliner Humboldt-Universität Drexel zum Ehrendoktor ernannt. Der Nürnberger CSU-Fraktionsvorsitzende teilte daraufhin Drexel mit, dass eine Zustimmung zur Verleihung des Ehrenbürgerrechts dann nicht mehr aufrechterhalten werden könne, wenn er den Ehrendoktor aus Ost-Berlin annehme. Drexel wies das zurück. Er erinnerte die Nürnberger CSU zum einen an das Ahlener Programm der CDU, worin es heißt: „Das kapitalistische Wirtschaftssystem ist den staatlichen und sozialen Lebensinteressen des deutschen Volkes nicht gerecht geworden. […] Inhalt und Ziel einer sozialen und wirtschaftlichen Neuordnung kann nicht mehr das kapitalistische Gewinn- und Machtstreben, sondern nur das Wohlergehen unseres Volkes sein.“
Zum anderen wies Drexel auf die Opfer der Kommunisten im antifaschistischen Kampf und deren karitatives brüderliches Verhalten hin: „Es liegt z. B. in der Natur der Sache, obgleich darüber wenigstens bei uns eine Art verlegener Verschwörung des Schweigens waltet, nicht aus den Augen verlieren zu dürfen, dass die zahlenmäßig höchsten Opfer im antifaschistischen Kampf – wenn man vom Völkermord an den Juden absieht – die Arbeiterschaft zu bringen hatte, und innerhalb der Arbeiterschaft wieder die Kommunisten. Die Kommunisten waren es auch, die in beiden Lagern [den Konzentrationslagern Mauthausen und Flossenbürg] in der allerschwersten Zeit meines Lebens mich nicht allein gelassen haben. Obgleich ich doch niemals ihr Genosse war. Sie verstanden mir Mut einzuflößen in Situationen, in denen mein Leben keinen Pfifferling mehr wert war. […] Das zu vergessen wäre mir einfach unmöglich. Dort in den Schinderstätten der Tyrannis habe ich erfahren, dass es immer und zu allen Zeiten eine Bruderschaft von Menschen gegeben hat, denen es auferlegt ist, das undankbare Geschäft der Caritas zu betreiben und die Fackel der Hoffnung durch das Dunkel der Zeit zu retten.“

### Stifter Joseph E. Drexel
Aus Anlass seines 60. Geburtstages gründete Drexel 1956 die Joseph-E.-Drexel-Stiftung, die von 1957 bis 1989 den Joseph-E.-Drexel-Preis verlieh. Die Stiftung zeichnete hervorragende Arbeiten auf dem Gebiete des Pressewesens im weitesten Sinne aus. Zum Pressewesen zählte die Stiftung den gesamten Bereich der Publizistik, der Bildberichterstattung, der künstlerischen und photographischen und typographischen Gestaltung eines Publikationsorgans.
Joseph E. Drexel übereignete der Stadt Nürnberg testamentarisch einen Betrag von einer Million Mark zur freien Verfügung. Diese gründete nach dem Tod Joseph E. Drexels 1977 die „Kunst- und Kulturstiftung Dr. Joseph-E.-Drexel“.

## Ehrungen
- 1962 Ehrenmitglied der Akademie der Bildenden Künste Nürnberg
- 1966 Ehrenbürgerurkunde der Gemeinde Stauf bei Thalmässing, Landkreis Roth
- 1976 Ehrenbürger der Stadt Nürnberg
- 1976 Ehrendoktorwürde der Humboldt-Universität zu Berlin

## Werke
- Staatliche Organisationen zur Förderung des Außenhandels. Dissertation, Volkswirtschaftliche Fakultät der Universität Erlangen, Tag der mündlichen Prüfung: 11. Juli 1923 (122 Seiten, maschinenschriftlich, Signatur: 4 U 23.2126).[13]
- Henry L. Mencken: Demokratenspiegel. [Einzige autorisierte] Übersetzung von D. S. Kellner. [Vorwort Joseph Drexel]. Mit Lithografien von A. Paul Weber. Widerstands-Verlag, Berlin 1930 (XI, 142 Seiten).
- Hans Tröbst (Hrsg.): Stecowa. Phantastisches und Übersinnliches aus dem Weltkrieg. Mit 6 Federzeichnungen von A. Paul Weber. Verlag Tradition Wilhelm Kolk, Berlin 1932 (205 Seiten; Mitarbeiter: Werner Bergengruen, Arnolt Bronnen, Josef Drexel, Gustav Goes, Hans Henning Freiherr Grote, Friedrich Wilhelm Heinz, Friedrich Hielscher, Ernst Johannsen, Edlef Köppen, Karl Nils Nicolaus, Franz Schauwecker, Goetz Otto Stoffregen, Karl Hans Strobl, Hans Tröbst, Josef Magnus Wehner, Ernst Wiechert).
- Der Joseph-E.-Drexel-Preis 1956–1966. Verlag Nürnberger Presse, Nürnberg 1966 (131 Seiten).
- Stadt Nürnberg, Kunsthalle (Hrsg.): Zehn Jahre Kunst- und Kulturstiftung Dr. Joseph E. Drexel. Druckhaus Nürnberg, Nürnberg 1987 (46 Seiten).
- Joseph E. Drexel (Hrsg.): Ludwig von Ficker zum Gedächtnis seines 80. Geburtstags. Verlag Nürnberger Presse, Nürnberg [1960] (20 Seiten; enthält die Dankrede Fickers zur Verleihung des Ehrendoktorats der FU Berlin und die Ansprache Heideggers während des anschließenden Festessens).
- Die Reise nach Mauthausen. Ein Bericht. „Dr. Joseph Drexel zum 65. Geburtstag gedruckt und gewidmet vom Druckhaus Nürnberg.“ Verlag Nürnberger Presse, Nürnberg 1961 (207 Seiten; in kleiner Auflage hergestellter Privatdruck; laut Vorwort Drexels ein im Frühsommer 1945 entstandener Bericht über seine Erlebnisse im KZ Mauthausen, um sich von dem Alpdruck des Erlittenen zu befreien).
- Der Fall Niekisch. Eine Dokumentation (Information, Bd. 11). Kiepenheuer & Witsch, Köln/Berlin 1964 (208 Seiten; mit Bibliographie E. Niekisch, S. 12–14).
- Widerstandsgruppe Niekisch (ungedrucktes Manuskript – vgl. Beer: Widerstand, S. 383).
- Max von Brück (Hrsg.): Tat und Traum. Gedichte – Prosa. Verlag Nürnberger Presse, Nürnberg 1966 (177 Seiten).
- Geschichte und Geschichten – Ein Leben in Franken. Vortrag: Bayerischer Rundfunk, Studio Nürnberg, 27. März 1969. Verlag Nürnberger Presse Druckhaus Nürnberg GmbH & Co., Nürnberg 1969 (38 Seiten; Privatdruck – Drexel gibt einen geschichtlichen Überblick des 20. Jahrhunderts, speziell auch für Deutschland und Bayern, und stellt seinen persönlichen Lebenslauf in diesen Rahmen und macht allgemeine Bemerkungen zu den Grundfragen des menschlichen Zusammenlebens).
- Bei den Großeltern. Eine glückliche Kindheit. Verlag Nürnberger Presse, Nürnberg 1971 (80 Seiten – Drexel berichtet von seiner Kindheit in München in der Müllerstraße und Weinstraße; Vortitel mit Aufkleber „Geschrieben in der Gestapohaft Berlin-Moabit 1937–1939“).
- Verantwortung vor der Geschichte. Aufsätze, Kommentare, Glossen aus den Jahren 1929 bis 1970. Verlag Nürnberger Presse, Nürnberg 1971, ISBN 3-920701-33-X (356 Seiten; Auswahl aus Drexels journalistischem Schaffen, veröffentlicht aus Anlass des 75. Geburtstages Drexels; zumeist in den Blättern Widerstand, Entscheidung und Nürnberger Nachrichten veröffentlichte Arbeiten: Im Westen nichts Neues (1929), Nationalismus und Streik (1930), André François-Poncet (1931), Aufstand der SA gegen den Sumpf (1933), Der Stahlhelm (1933), Hitler und der Gerling-Konzern (1933), Das Problem des Bildungsproletariats (1933), Das Reichspropagandaministerium (1933), Der Krieg als Verbrechen (1945), Der 20. Juli (1946), Der Eichmann-Prozeß (1961), Die USA in Vietnam (1964), Quo Vadis Amerika? (1966), Der Sozialistische Studentenbund (1968), Nachruf auf Ernst Niekisch, † 23. Mai 1967, S. 308–311, Lebensbild: Joseph E. Drexel, S. 351 f. u. a.).
- Kurt Kauenhoven (Hrsg.): Gruß an Wilhelm Geißler. Eine Freundesgabe zu seinem 75. Geburtstag. Mit Beiträgen von Artur Buschmann, Werner Helwig, HAP Grieshaber, Eugen Skasa-Weiß, Josef E. Drexel, Frans Masereel, Hans Pape und anderen. Privatdruck der Woensampresse, Essen 1970 (63 Seiten).
- Vom Altern, eine Gewissenserforschung. Rede anlässlich des 75. Geburtstages 6. Juni 1971. Verlag Nürnberger Presse, Nürnberg 1971 (31 Seiten).
- Die Gruppe „Widerstand“ in Nürnberg und Franken. In: Hermann Schirmer: Das andere Nürnberg. Antifaschistischer Widerstand in der Stadt der Reichsparteitage (Bibliothek des Widerstandes). Röderberg-Verlag, Frankfurt am Main 1974, hier: S. 159–168 (255 Seiten).
- Wilhelm Raimund Beyer (Hrsg.): Rückkehr unerwünscht. Joseph Drexels „Reise nach Mauthausen“ und der Widerstandskreis Ernst Niekisch. Deutsche Verlags-Anstalt, Stuttgart 1978, ISBN 3-421-01846-4 (331 Seiten; ein literarisches Dokument des Unmenschlichen).
- Voyage à Mauthausen. Le cercle de la résistance de Nuremberg. Traduit de l’allemand par Wanda Vulliez. Éditions France-Empire, Paris 1981 (283 Seiten).
- Manfred Buhr, Joseph E. Drexel, Werner Jakusch (Hrsg.): Wilhelm Raimund Beyer. Eine Bibliographie. Mit einem Anhang: W. R. Beyer „Aus der Geschichte der Internationalen Hegel-Gesellschaft“. 2. Auflage. Europaverlag, Wien/München/Zürich 1967, 1972 (78 Seiten); 3., ergänzte u. erneut erweiterte Auflage, 1982, ISBN 3-203-50793-5 (136 Seiten).